# Ștefan Radu
Ștefan Daniel Radu (Bucareste, 22 de outubro de 1986) é um ex-futebolista romeno que atuava como zagueiro e lateral-esquerdo.

## Títulos
Dinamo
- Campeonato Romeno: 2006–07
- Copa da Roménia: 2004–05
- Supercopa da Roménia: 2005

Lazio
- Coppa Italia: 2008–09, 2012–13, 2018–19
- Supercoppa Italiana: 2009, 2017, 2019